# Stade Adrar
Het Stade Adrar (Arabisch: ملعب أدرار) is een multifunctioneel stadion in de Marokkaanse stad Agadir.
Met de bouw werd in 2007 begonnen en op 11 oktober 2011 werd het stadion geopend met een wedstrijd tussen Hassania Agadir, dat de vaste bespeler is, en het Algerijnse JS Kabylie. De thuisploeg won met 1-0 door een doelpunt van Saad Lemti. Hierna speelde het Marokkaans voetbalelftal een wedstrijd tegen Zuid-Afrika in het stadion die in 1-1 eindigde. Het stadion vervangt het Stade Al Inbiaâte. Het Stade Adrar werd gebruikt tijdens het wereldkampioenschap voetbal voor clubs 2013 en zou ook tijdens het Afrikaans kampioenschap voetbal 2015 gebruikt zijn geworden, totdat de Marokkaanse regering de stekker uit de toernooiorganisatie trok.